# Welcome to Hungary televíziós magazin
Az angol nyelvű tv magazin a National Broadcasting Network és a SCOLA Satellite TV Network, valamint az MTV sugározásában volt látható. A program a Magyarországon végbement rendszerváltás utáni időszak emblematikus műsoraként szerzett nemzetközi hírnevet.

## Alapítás
Közvetlenül a rendszerváltás után alapított produkció volt az első, rendszeresen jelentkező angol nyelvű rádió, majd később tv műsor, mely magyarországi eseményekről adott hírt Észak Amerikában. Az adások hiteles és széleskörű tájékoztatást adtak Magyarország, valamint a Közép-Kelet Európai térség elsősorban gazdasági vonatkozású, aktuális eseményiről. Az adások középpontjában az új jogi környezet, az átalakuló gazdaság, és a befektetési lehetőségek álltak. A produkciót 1994-től a Magyar Televízió is sugározta.

## Az 1990-es parlamenti választások után
Egy aktuális és informatív, Magyarországot bemutató program ötlete a rendszerváltás időszakában vetődött fel az USA-ban, a megvalósulását Apatini Gyula a New York-i Magyar Rádió alapítója, Gábor Carelli a Metropolitan Opera elismert művésze és a Wall Street elismert személyisége, Michael Hont ösztönözte. A terv életre hívásának alapvető feltétele volt egy kiváló szakmai háttérrel rendelkező, privát médiacég megalapítása, valamint a projekthez szükséges anyagi források megteremtése. A MADER Ltd. társaságot Magonyi Andreas Zsolt vezetésével amerikai és magyarok fiatalok alapították New Jersey államban, 1989-ben. A rendszerváltás előtt a magyarországi médiapiacon állami tulajdonú társaságok voltak jelen. 1989 után a magyar – amerikai tulajdonú MADER Ltd. volt az egyik legelső privát médiaprodukció Magyarországon. A cég felépítése és működtetése jelentős kihívását jelentett az alapítóknak.

## Rádiós bemutatkozás
Elsőként, 1989-től egy havonta jelentkező, 60 perces rádiós program, a MADER Magazin került adásba a magyarság körében jól ismert  WEBI-FM 105.9 csatornán, az adás New York 100 mérföldes körzetében volt fogható. Röviddel a sikeres indulás után a rádióműsorokat a Cleveland városát és környékét lefedő WKTX Radio Station AM 830 is átvette.
Az adások az aktuális gazdasági valamint pénzügyi hírekre fókuszáltak, és a műsorkészítők az adott témákban az üzleti élet meghatározó döntéshozóival készítettek interjúkat. Mindemellett a program a jelentős magyarországi kulturális eseményekről is hírt adott. Az információban gazdag, magyar és angol nyelvű, aktuális témájú adásokat elismert magyar rádiós újságírók késztették. Az Egyesült Államokban élő magyar emigránsoknak ez jelentős áttörést jelentett.

#### Tömegek megszólítása
A kezdetektől cél volt, hogy Magyarországról egy professzionális, rendszeresen jelentkező, angol nyelvű televíziós program kerüljön bemutatásra. A sikeres rádiós projekt  megteremtette ennek az alapjait. Egy állandó televízió program jelentős tömegek megszólítását tette lehetővé. Az adások sugárzásával Magyarország és térsége iránt érdeklődő amerikai lakos célközönséggé válhatott. A rádiós bemutatkozás után az Egyesült Államokban működő televízió állomások nyitottak voltak egy politikailag független, professzionális, főként gazdasági hírekre épülő program befogadására.  

## Történelmi esemény a Fehér Házban
A Welcome to Hungary amerikai indulása előtt Magonyi Andreas Zsolt producer és csapata dokumentumfilmet készített Göncz Árpád, akkor még ideiglenes köztársasági elnök amerikai magánlátogatásáról. Jelen voltak többek között 1990. május 18-án George W. Bush és Göncz Árpád a Fehér Házban létrejött történelmi találkozóján. A produkció volt az első dokumentumfilm Magyarország első posztkommunista, szabadon választott köztársasági elnökéről. Az adást az MTV 1 1991. június 2-án sugározta. A nagysikerű televíziós riportfilm jelentős mértékben segítette az állandó televízió program elindulását.

## Magyarország jó hírnevét vitte a nagyvilágba
Az első, 60 pereces televíziós produkciót 1991. novemberében mutatták be a National Broadcasting Network és SCOLA Satellite sugárzásban. A tervek szerint negyedévente jelentkező adások potenciálisan több mint 20 millió nézőt tudtak elérni Észak Amerikában. A műsor készítői mindenek előtt a lehetséges befektetőket, és a fiatal generáció tagjait célozták meg a programmal.    

#### Tényeken alapuló adások
A riportok hiteles információt adtak Magyarországról, többek között az ország gazdasági életéről, és a megindult privatizációs folyamatokról. A magyar gazdaság struktúrája alapvető változáson ment keresztül, mely számos társadalmi következménnyel párosult, és a nyugati országok számára különösen fontosak voltak a hiteles információk. A Welcome to Hungary sikeres bemutatkozásának köszönhetően már a második negyedéves produkció sugárzása után, az Észak-Amerikai piacon kéthetente, majd heti rendszerességgel jelentkeztek az adások.

#### A magyar televíziós szakma elitje készítette
A programokat a Magyar Televízió jól ismert szerkesztői és riporterei állították össze Budapesten. Ez lehetőséget adott arra is, hogy a jogalkotók, az üzleti és pénzügyi élet prominens képviselői, valamint az új kormány tagjai, és a külföldről Magyarországra látogató rangos közéleti személyiségek, politikusok is rendszeresen megszólaljanak az adásokban. Az aktuális tartalommal készült műsorok átfogó képet adtak a Magyarországon végbemenő változásokról, a napirenden lévő államügyekről, a parlament munkájáról, valamint az értelmiség politikai szerepvállalásáról.

#### Külföldi tudósítások
A forgatócsoport 1991-től rendszeresen jelen volt a Magyarország Köztársasági Elnökének legjelentősebb külföldi látogatásain, és tudósított a kormány tagjainak hivatalos utazásairól. A forgatások során gyakran készítettek tudósításokat a Magyar Televízió különböző műsorai, valamint a külföldön élő magyarság sajtóorgánumai részére.

## Meghatározó hírforrás
A rendszerváltás után Magyarországnak különös érdeke volt, hogy a külföldi piacok tájékoztatást kapjanak az új társadalmi körülményekről. A Welcome to Hungary a kezdetektől az egyik meghatározó hírforrás volt az Egyesült Államokban. A programok egyben jó lehetőséget biztosítottak a befektetők, cégvezetők valamint politikai döntéshozók, nemzetközi szakérték közötti párbeszédek megvalósulására is. A produkció Észak Amerikában, de legfőképpen az Egyesült Államokban jelentősen hozzájárult a Magyarország iránt érdeklődő üzleti csoportok hiteles tájékoztatásához, a befektetési kedv ösztönzéséhez, és felhívta a figyelmet Magyarország turisztikai értekeire.

## Az első angol nyelvű tv műsor a rendszerváltás után
A Welcome to Hungary egyre népszerűbbé és ismertebbé vált Magyarországon is. A televíziós műsorokban elhangzott, kiemelt jelentőségű interjúkból a Vasárnapi Hírek hetilap oldalain rendszeresen válogatás jelent meg. Valamint az Új Magyarország és a Kurír napilapok is nyomon követték a külföldi sugárzásokat. A nyomtatott termékekben történt megjelenésekből a magyar lakosság képet kapott arról, hogy külföld milyennek ismeri meg az országot.

#### Magyarországra érkezett befektetők tájékoztatása
Ezzel egy időben, Magyarországon fokozatosan megnövekedett az igény egy angol nyelvű, elsősorban gazdasági témájú televíziós program iránt. A Magyar Televízió és a Welcome to Hungary produkció erre építve együttműködést kötött, és a programok az 1994. március hónaptól MTV1 sugárzásában is bemutatásra kerültek. A magyarországi jelenlét tovább növelte a nemzetközi piacon akkor már elismert Welcome to Hungary presztízsét. Az angol nyelvű hírforrások belföldi és külföldi kereslete egyaránt megkívánta, hogy az addigi kétheti adások hetente kerüljenek sugárzásba, és ezzel a műsorok még aktuálisabb tematika alapján tudtak készülni. A rendszerváltás után a produkció volt az első angol nyelvű televízió program a Magyar Televízió csatornáján.

#### Magyar nyelvű adások
Az angol nyelven, magyar felirattal készült programok hazai sikerét bizonyította, hogy az adásokat a MTV2 magyar nyelven is megismételte. A produkció keretein belül jött létre Magyarországon első alkalommal a „Gazdaságvédelemi ankét" rendezvénysorozat.

## Nyitás a külföldi országok felé
A rendszerváltás után Antall József vezetésével megalakult első, demokratikusan megválasztott kormány kinyitotta Magyarország kapuit a nagyvilág felé, és az országosan végbemenő változásokról széleskörű tájékoztatást biztosított a külföldi országok, és azon belül a határon túli magyarság részére. A Welcome to Hungary produkció jól illeszkedett ebbe a törekvésbe, és a gazdasági és pénzügyi szektor mellett a kormányzatnak is érdeke volt a program fejlődése. Ez a környezet előnyös volt a gyártáshoz szükséges támogatói kör megteremtéséhez, és a legjelentősebb magyarországi gazdasági társaságok, valamint pénzintézetek fontosnak tartották, hogy partnerei legyenek a produkciónak. Az utolsó Welcome to Hungary adást a Magyar Televízió 1997. augusztus 29-én sugározta. Az újra indulás gondolat időről időre felvetődik.

## Prominens interjúalanyok
1990 és 1997 között a stáb több, mint 150 neves közéleti személyiséget szólaltatott meg: Albert Reichmann, Andrew Sarlós, Bencze József, Bod Péter Ákos, Botos Katalin, Demján Sándor, Deutsch Tamás, Erdős André, Fáskerty Gábor, Fodor Gábor, Gálszécsy András, Göncz Árpád, Hárshegyi Frigyes, Henry Kissinger, Jichák Rabin, Jeszenszky Géza, Kádár Béla, Keller László, Kovács László, Kupa Mihály, Láng György, Mário Soares, Osamu Suzuki, Pál László, Peter Munk, Pintér Sándor, Simón Peresz, Sugár András, Surján László, Sylvester Stallone, Szájer József, Szabó Iván,Takács Ildikó,Teller Ede, Vastagh Pál, Völgyes Iván, Zwack Péter, és mások.

## Alkotó stáb

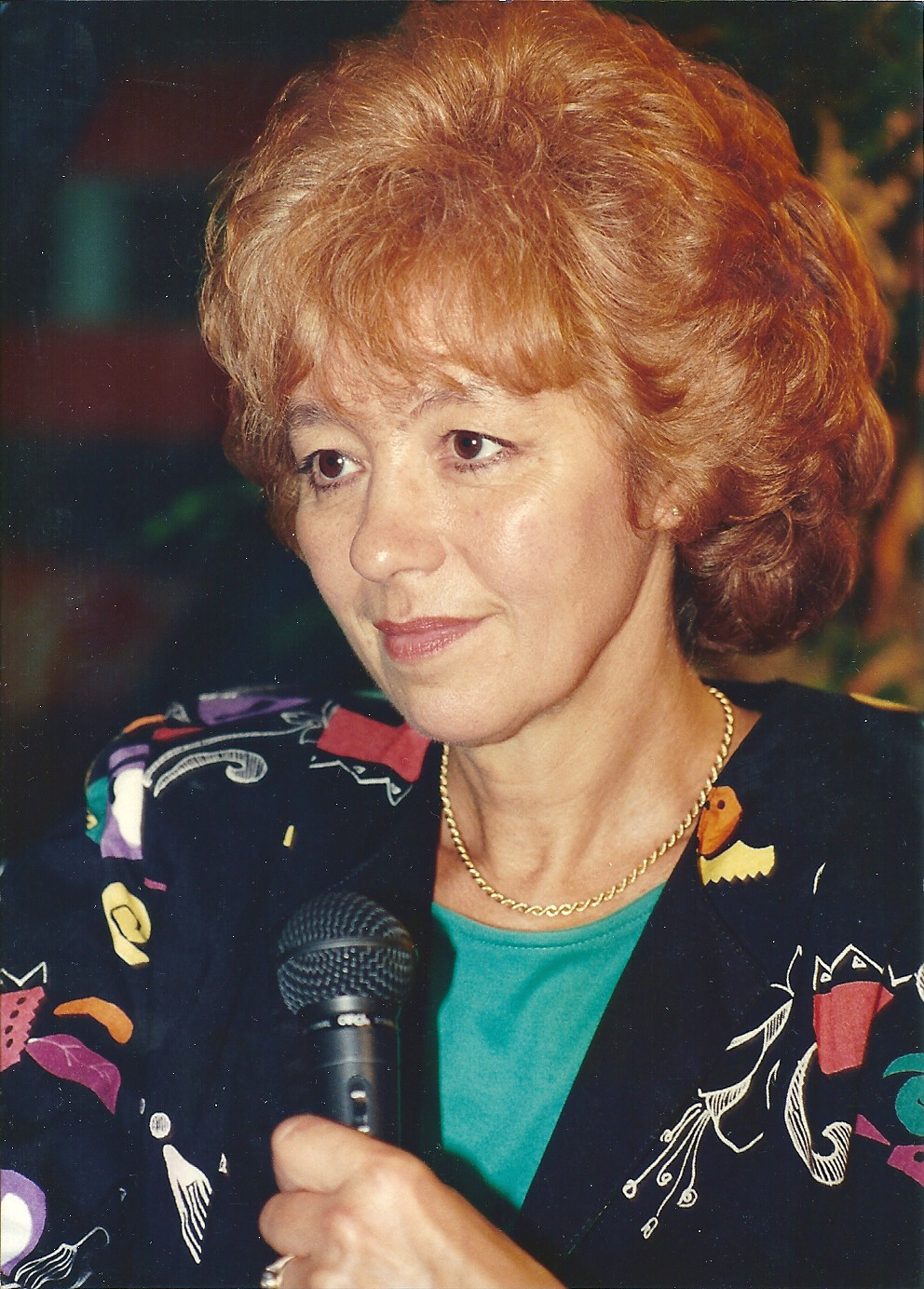
Petrányi Judit műsorvezető

- Szerkesztők, riporterek: Albert Györgyi, Bayer Ilona, Barcs Endre, Heltai András, Hídvégi József, Kapuvári József, Kökény Tamás, Losonczi Lívia, Lőkös Zoltán, Milus Katalin, Pió Márta, Siklósi Beatrix, Szabó-Stein Imre, Tarjányi Ingrid, Tarnai Katalin, Varga Ágota
- Angol nyelvi szerkesztő, lektor: Köröpataki Kiss Sándor, Hégető Honorka
- Rádiós program műsorvezetői: Héder Barna (1989-1990) , Bayer Iona (1989-1990)
- Televíziós program műsorvezetők: Antal Imre (1990), Váradi Julia (1990-1992), Petrányi Judit (1992-1997)
- Vezető operatőr: Lőrincz József
- Hangmérnök: Vámos András
- Utómunka: His Jenő, Ombódi Tamás, Art Vision Stúdió, Bolhák Film Stúdió
- Adásrendezők: Reisz Péter, Mik Tímea, Ombódi Tamás
- Gyártásvezetők: Rusznyák Sándor, Mester Gábor, Sztrémi Norbert
- Produkció menedzser: Szabó Attila, Pethő Bence
- Tárproducer: Joó Géza (1992-1994), Zsolt Fehér (1994-1998)
- Tanácsadó: Lázár Imre filmrendező
- Producer: Magonyi Andreas Zsolt (1990-1998)